# Molycria daviesae
Molycria daviesae là một loài nhện trong họ Gnaphosidae.
Loài này thuộc chi Molycria. Molycria daviesae được Norman I. Platnick & Barbara Baehr miêu tả năm 2006.